# 黃臉吸蜜鳥
黃臉吸蜜鳥（学名：Caligavis chrysops）是一种中小型吸蜜鸟科动物。其常用名和学名均取自头部两边獨特的黃色條紋。牠通常在黎明二十或者三十分钟前发出洪亮而清晰的叫声。其分布于澳大利亞東部的东方和南方，通常栖息在从沿岸沙丘到高海拔亚高山带的开放式硬叶林，又或者小溪和河流附近的疏林。因为吸蜜鳥的喙较短，牠的食物通常是苍蝇、蜘蛛和瓢虫，又或者吸食植物花朵上的花蜜和花粉，例如班庫山龍眼花和銀樺，甚至是以一些小果为食。其会在飞行时捕捉昆虫或者从一些樹木和灌木上的葉子来拾遺牠们。
成百上千的黃臉吸蜜鳥会于3月至5月迁徙到昆士蘭州南部越冬，而于7月至9月回新南威爾士州和維多利亞州南部作为定居。牠们一般是一夫一妻制，在精致的杯形巢中產2枚或3枚蛋。虽然成功率会很低，但是在繁殖期时牠们会几次筑起对巢。
吸蜜鸟对于林地栖息地十分小心翼翼，会因土地清洁、牧草和粮食而影响牠们选择。然而，因为牠们太过于常见和普遍，黃臉吸蜜鳥被國際自然保護聯盟认定为无危物种。而牠在一些地方被认为是果园的害虫。

## 分类
黃臉吸蜜鳥第一次被命名是鸟类学家約翰·萊瑟姆在其1801年出版的《Supplementum Indicis Ornithologici, sive Systematis Ornithologiae》，并将牠归类成鶯屬。1817年，法国鸟类学家路易·皮埃尔·维埃约将其命名为「Melithreptus gilvicapillus」，而英国鸟类学家于1869年喬治·羅伯特·格雷则命名为「Ptilotis trivirgata」。種名「chrysops」是来源自古希腊文字，意思为「金色」和「脸」，而参考自牠们脸上条纹状的黄色羽毛。
黄脸吸蜜鸟一直分类至吸蜜鳥屬，直到2011年才改为分类至里奇吸蜜鳥屬。

## 延伸阅读
- Beruldsen, Gordon. . Adelaide, S.A.: Rigby. 1980. ISBN 0-7270-1202-9.
- Higgins, Peter; Peter, J.M.; Steele, W.K. . . Melbourne, Vic: Oxford University Press. 2001: 724–740. ISBN 0-19-553071-3.
- Higgins, Peter; Christidis, Les; Ford, Hugh. . Josep, del Hoyo; Andrew, Elliott; David, Christie  (编). . Barcelona: Lynx Edicions. 2008: 597–598. ISBN 978-84-96553-45-3.
- Munro, Ursula. . Berthold, Peter; Gwinner, Eberhard; Sonnenschein, E.  (编). . New York, N.Y.: Springer-Verlag. 2003: 141–154. ISBN 3-540-43408-9.
- Officer, Hugh R. . Melbourne, Vic.: The Bird Observers Club, Melbourne. 1965. ISBN 0-909711-03-8.